# كين أوبر
كين أوبر (بالإنجليزية: Ken Ober)‏ (3 يوليو 1957 - 15 نوفمبر 2009)  مقدم برامج وممثل كوميدي أمريكي.

## روابط خارجية
- كين أوبر على موقع IMDb (الإنجليزية)
- كين أوبر على موقع إن إن دي بي (الإنجليزية)
- كين أوبر على موقع قاعدة بيانات الفيلم (الإنجليزية)